# Манчестер біля моря
«Манчестер біля моря» (англ. Manchester by the Sea) — американський драматичний фільм, знятий Кеннетом Лонерганом. У головних ролях — Кейсі Аффлек та Лукас Геджес. Світова прем'єра стрічки відбулась 23 січня 2016 року на Санденському кінофестивалі. Фільм розповідає про водопровідника Лі Чендлера, який після смерті брата повертається в рідне місто, щоб доглянути за племінником.
Шість номінацій на «Оскар» (включно за «Найкращий фільм») і дві нагороди. За роль різнороба Лі Чендлера Кейсі Аффлек дістав високі оцінки від світової преси й став лауреатом премій «Оскар», «Золотий глобус» та «BAFTA».
Український переклад зробила студія Омікрон на замовлення Гуртом..

## Сюжет
Відлюдний і занурений у себе Лі працює слюсарем у багатоквартирному будинку. Вільний час він проводить за переглядом телевізора і випивкою в барі. Дізнавшись, що його старший брат помер, Лі повертається в рідне містечко — Манчестер біля моря. Він згадує своє життя в цьому місті та страшну трагедію, що сталася з його власною сім'єю. Поліція в ході розслідування дійшла висновку, що це був нещасний випадок. Однак Лі вважає, що трагедія сталася з його вини, і не може собі цього пробачити. Несподівано він дізнається, що в заповіті брат вказав його як опікуна 16-річного племінника Патрика. Через взаємини з підлітком Лі намагається знайти сенс подальшого існування.

## У ролях
- Кейсі Аффлек — Лі Чендлер
- Лукас Геджес — Патрік Чендлер, племінник Лі
- Мішель Вільямс — Ренді Чендлер, колишня дружина Лі
- Кайл Чендлер — Джо Чендлер, брат Лі
- Тейт Донован — тренер з хокею
- Кара Хейворд — Сенді
- Ґретчен Мол — Еліс Чендлер
- Метью Бродерік — Джеффрі
- Кеннет Лонерган — камео

## Виробництво
Основні зйомки фільму проходили в Новій Англії. Зйомки фільму почались 23 березня 2015 року в місті Манчестер-біля-моря, Массачусетс.

### Музика
Музика Леслі Барбер була дискваліфікована Американською кіноакадемією і тому не змогла претендувати на премію «Оскар». Причиною стало те, що робота композитора була розбавлена вже існуючою музикою.

## Критика
Фільм отримав високі оцінки від світових критиків. На сайті-агрегаторі рецензій Rotten Tomatoes кінострічка має рейтинг 95% на основі 295 відгуків із середнім балом 8,8 з 10. На сайті Metacritic фільм має 96 балів зі 100 на основі 52 відгуків. Був включений в переважну більшість списків кращих фільмів року.

## Нагороди й номінації
| Список нагород і номінацій                | Список нагород і номінацій | Список нагород і номінацій           | Список нагород і номінацій                                                            | Список нагород і номінацій | Список нагород і номінацій |
| Кінопремія                                | Дата церемонії             | Категорія                            | Номінант(и)                                                                           | Результат                  | Дж                         |
| ----------------------------------------- | -------------------------- | ------------------------------------ | ------------------------------------------------------------------------------------- | -------------------------- | -------------------------- |
| Кінопремія Голлівуду                      | 6 листопада 2016           | Найкращий сценарист                  | Кеннет Лонерган                                                                       | Перемога                   | [ 8 ]                      |
| Кінопремія «Готем»                        | 28 листопада 2016          | Найкращий фільм                      | «Манчестер біля моря»                                                                 | Номінація                  | [ 9 ] [ 10 ]               |
| Кінопремія «Готем»                        | 28 листопада 2016          | Найкращий актор                      | Кейсі Аффлек                                                                          | Перемога                   | [ 9 ] [ 10 ]               |
| Кінопремія «Готем»                        | 28 листопада 2016          | Найкращий сценарій                   | Кеннет Лонерган                                                                       | Номінація                  | [ 9 ] [ 10 ]               |
| Кінопремія «Готем»                        | 28 листопада 2016          | Найкращий новий актор                | Лукас Геджес                                                                          | Номінація                  | [ 9 ] [ 10 ]               |
| Премія британського незалежного кіно      | 4 грудня 2016              | Найкращий іноземний незалежний фільм | «Манчестер біля моря»                                                                 | Номінація                  | [ 11 ]                     |
| Американський інститут кіномистецтва      | 6 січня 2017               | 10 найкращих фільмів року            | «Манчестер біля моря»                                                                 | Перемога                   | [ 12 ] [ 13 ]              |
| Премія AACTA                              | 6 січня 2017               | Найкращий фільм                      | «Манчестер біля моря»                                                                 | Номінація                  | [ 14 ] [ 15 ]              |
| Премія AACTA                              | 6 січня 2017               | Найкращий режисер                    | Кеннет Лонерган                                                                       | Номінація                  | [ 14 ] [ 15 ]              |
| Премія AACTA                              | 6 січня 2017               | Найкращий актор                      | Кейсі Аффлек                                                                          | Перемога                   | [ 14 ] [ 15 ]              |
| Премія AACTA                              | 6 січня 2017               | Найкращий актор другого плану        | Лукас Геджес                                                                          | Номінація                  | [ 14 ] [ 15 ]              |
| Премія AACTA                              | 6 січня 2017               | Найкраща акторка другого плану       | Мільшь Вільямс                                                                        | Номінація                  | [ 14 ] [ 15 ]              |
| Премія AACTA                              | 6 січня 2017               | Найкращий сценарій                   | Кеннет Лонерган                                                                       | Перемога                   | [ 14 ] [ 15 ]              |
| Премія «Золотий глобус»                   | 8 січня 2017               | Найкращий фільм — драма              |                                                                                       | Номінація                  | [ 16 ] [ 17 ]              |
| Премія «Золотий глобус»                   | 8 січня 2017               | Найкращий режисер                    | Кеннет Лонерган                                                                       | Номінація                  | [ 16 ] [ 17 ]              |
| Премія «Золотий глобус»                   | 8 січня 2017               | Найкращий актор (драма)              | Кейсі Аффлек                                                                          | Перемога                   | [ 16 ] [ 17 ]              |
| Премія «Золотий глобус»                   | 8 січня 2017               | Найкраща акторка другого плану       | Мішель Вільямс                                                                        | Номінація                  | [ 16 ] [ 17 ]              |
| Премія «Золотий глобус»                   | 8 січня 2017               | Найкращий сценарій                   | Кеннет Лонерган                                                                       | Номінація                  | [ 16 ] [ 17 ]              |
| Премія Гільдії продюсерів США             | 28 січня 2017              | Найкращий продюсер фільму            | Лорен Бек, Метт Деймон, Кріс Мур, Кімберлі Стюард, Кевін Дж. Волш                     | Номінація                  | [ 18 ]                     |
| Премія Гільдії кіноакторів США            | 29 січня 2017              | Найкращий актор                      |                                                                                       | Номінація                  | [ 19 ]                     |
| Премія Гільдії кіноакторів США            | 29 січня 2017              | Найкращий актор другого плану        | Лукас Геджес                                                                          | Номінація                  | [ 19 ]                     |
| Премія Гільдії кіноакторів США            | 29 січня 2017              | Найкраща акторка другого плану       | Мільшь Вільямс                                                                        | Номінація                  | [ 19 ]                     |
| Премія Гільдії кіноакторів США            | 29 січня 2017              | Найкращий акторський склад           | Кейсі Аффлек, Кайл Чендлер, Лукас Геджес, Гретхен Мол, Метью Бродерік, Мільшь Вільямс | Номінація                  | [ 19 ]                     |
| Премія Гільдії режисерів США              | 4 лютого 2017              | Найкращий режисер                    | Кеннет Лонерган                                                                       | Номінація                  | [ 20 ]                     |
| Міжнародний кінофестиваль у Санта-Барбарі | 5 лютого 2017              | Нагорода «Cinema Vanguard»           | Кейсі Аффлек, Мішель Вільямс                                                          | Перемога                   | [ 21 ]                     |
| Премія БАФТА                              | 12 лютого 2017             | Найкращий фільм                      | «Манчестер біля моря»                                                                 | Номінація                  | [ 22 ]                     |
| Премія БАФТА                              | 12 лютого 2017             | Найкращий режисер                    | Кеннет Лонерган                                                                       | Номінація                  | [ 22 ]                     |
| Премія БАФТА                              | 12 лютого 2017             | Найкращий актор                      | Кейсі Аффлек                                                                          | Перемога                   | [ 22 ]                     |
| Премія БАФТА                              | 12 лютого 2017             | Найкраща акторка другого плану       | Мільшь Вільямс                                                                        | Номінація                  | [ 22 ]                     |
| Премія БАФТА                              | 12 лютого 2017             | Найкращий оригінальний сценарій      | Кеннет Лонерган                                                                       | Перемога                   | [ 22 ]                     |
| Премія БАФТА                              | 12 лютого 2017             | Найкращий монтаж                     | Дженніфер Лейм                                                                        | Номінація                  | [ 22 ]                     |
| Премія Гільдії сценаристів США            | 19 лютого 2017             | Найкращий оригінальний сценарій      | Кеннет Лонерган                                                                       | Номінація                  | [ 23 ]                     |
| Премія «Сезар»                            | 24 лютого 2017             | Найкращий фільм іноземною мовою      | «Манчестер біля моря»                                                                 | Номінація                  | [ 24 ]                     |
| Премія «Незалежний дух»                   | 25 лютого 2017             | Найкращий фільм                      | «Манчестер біля моря»                                                                 | Номінація                  | [ 25 ]                     |
| Премія «Незалежний дух»                   | 25 лютого 2017             | Найкращий актор                      | Кейсі Аффлек                                                                          | Перемога                   | [ 25 ]                     |
| Премія «Незалежний дух»                   | 25 лютого 2017             | Найкращий актор другого плану        | Лукас Геджес                                                                          | Номінація                  | [ 25 ]                     |
| Премія «Незалежний дух»                   | 25 лютого 2017             | Найкращий сценарій                   | Кеннет Лонерган                                                                       | Номінація                  | [ 25 ]                     |
| Премія «Незалежний дух»                   | 25 лютого 2017             | Найкращий монтажер                   | Дженніфер Лейм                                                                        | Номінація                  | [ 25 ]                     |
| Оскар                                     | 26 лютого 2017             | Найкращий фільм                      | «Манчестер біля моря»                                                                 | Номінація                  | [ 26 ]                     |
| Оскар                                     | 26 лютого 2017             | Найкращий режисер                    | Кеннет Лонерган                                                                       | Номінація                  | [ 26 ]                     |
| Оскар                                     | 26 лютого 2017             | Найкращий актор                      | Кейсі Аффлек                                                                          | Перемога                   | [ 26 ]                     |
| Оскар                                     | 26 лютого 2017             | Найкращий актор другого плану        | Лукас Геджес                                                                          | Номінація                  | [ 26 ]                     |
| Оскар                                     | 26 лютого 2017             | Найкраща акторка другого плану       | Мішель Вільямс                                                                        | Номінація                  | [ 26 ]                     |
| Оскар                                     | 26 лютого 2017             | Найкращий оригінальний сценарій      | Кеннет Лонерган                                                                       | Перемога                   | [ 26 ]                     |
| Премія «Давид ді Донателло»               | 21 березня 2018            | Найкращий іноземний фільм            | Манчестер біля моря                                                                   | Номінація                  | [ 27 ]                     |